# 北門駅 (台北市)
北門駅（ほくもんえき）は台湾台北市大同区にある、台北捷運松山新店線の駅。駅番号は「G13」、副駅名は「大稲埕南」。
本項では、かつて当駅付近にあった台湾総督府鉄道淡水線（廃止）の北門停車場についても記述する。

## 歴史

### 台湾総督府鉄道
1915年（大正4年）8月17日、総督府鉄道淡水線の大稲埕に代わる旅客始発駅として台北庁大加蚋堡大稲埕北門口街に開業。単式ホーム1面1線の地上駅であった。1923年（大正12年）3月16日に台北駅始発化に伴い廃止された。
跡地は戦後に国道客運台北総站となり、2010年以降は台北双子星西棟の予定地となっている。

### 台北捷運
- 2014年11月15日 - 松山線・西門～松山間開通に伴い台北捷運の駅が開業[6]。

## 駅構造
ホームは地下3階に位置し、相対式2面2線を有する。フルハイトタイプのホームドアが設置されている。
改札階は地下2階に位置し、改札口や切符売り場、案内所は地下2階にある。
地下1階には歴史遺物展示エリアが設けられている。また、地下1階では台北地下街に直結しており、地下街経由で台北駅まで通り抜けが可能。

### のりば
| 1 | 松山新店線（上り） | 松山方面           |
| 2 | 松山新店線（下り） | 台電大楼・新店方面 |

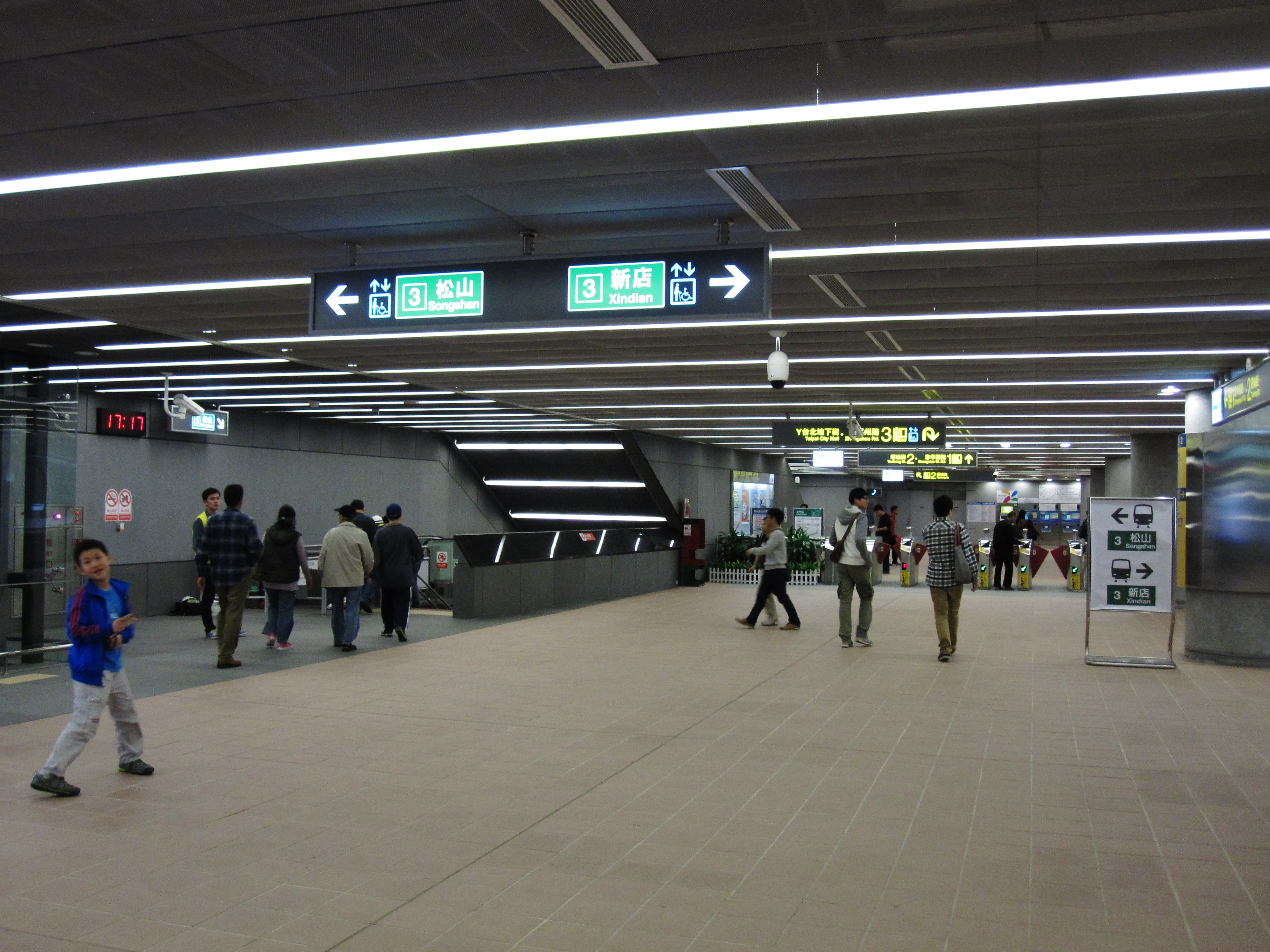
改札階（2014年）
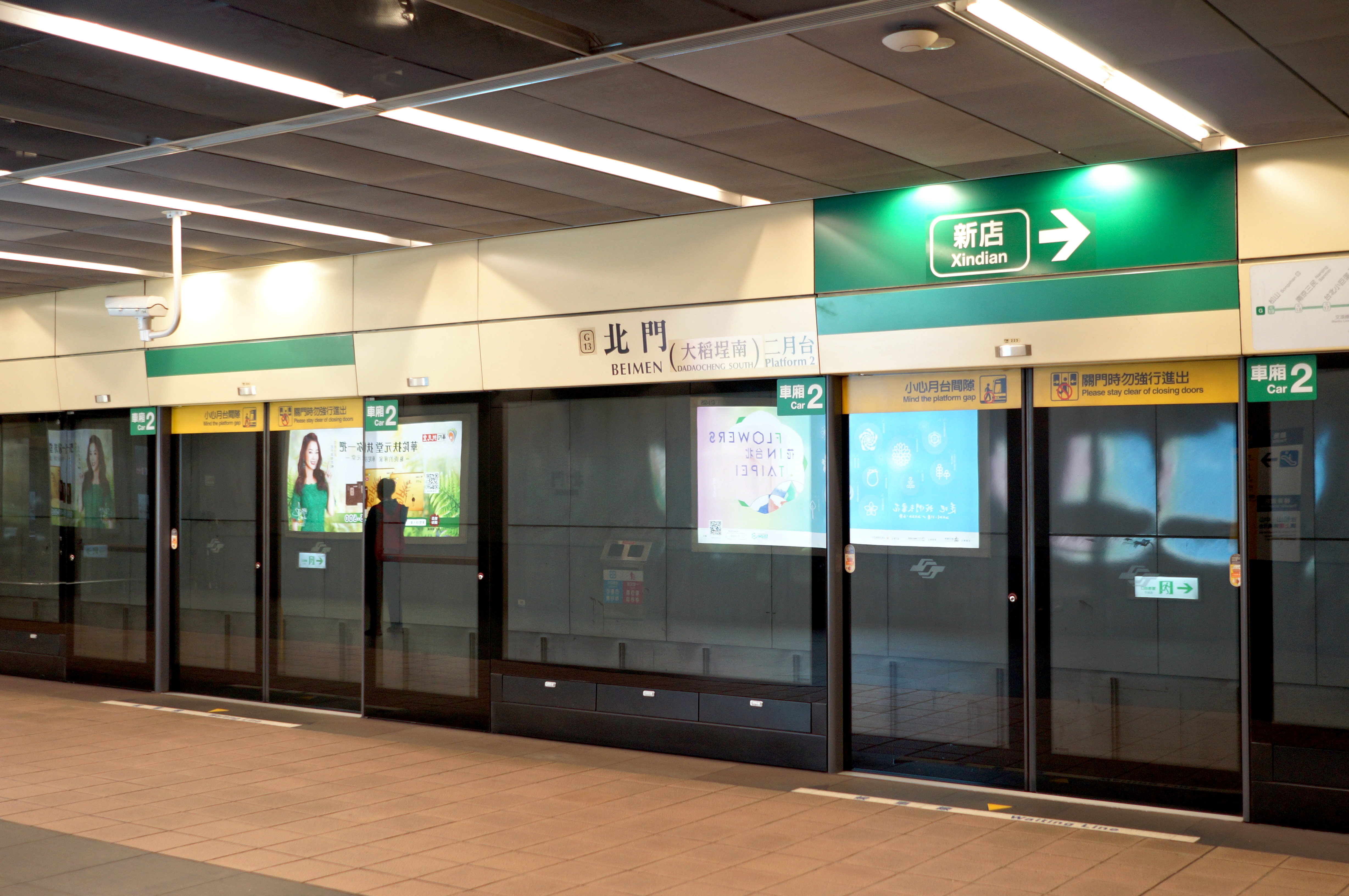
駅名標とホーム（2021年）

### 駅出口
- 出口1（塔城街西側）：忠孝西路
- 出口2（塔城街東側）：塔城街
- 出口3（北側）：鄭州路

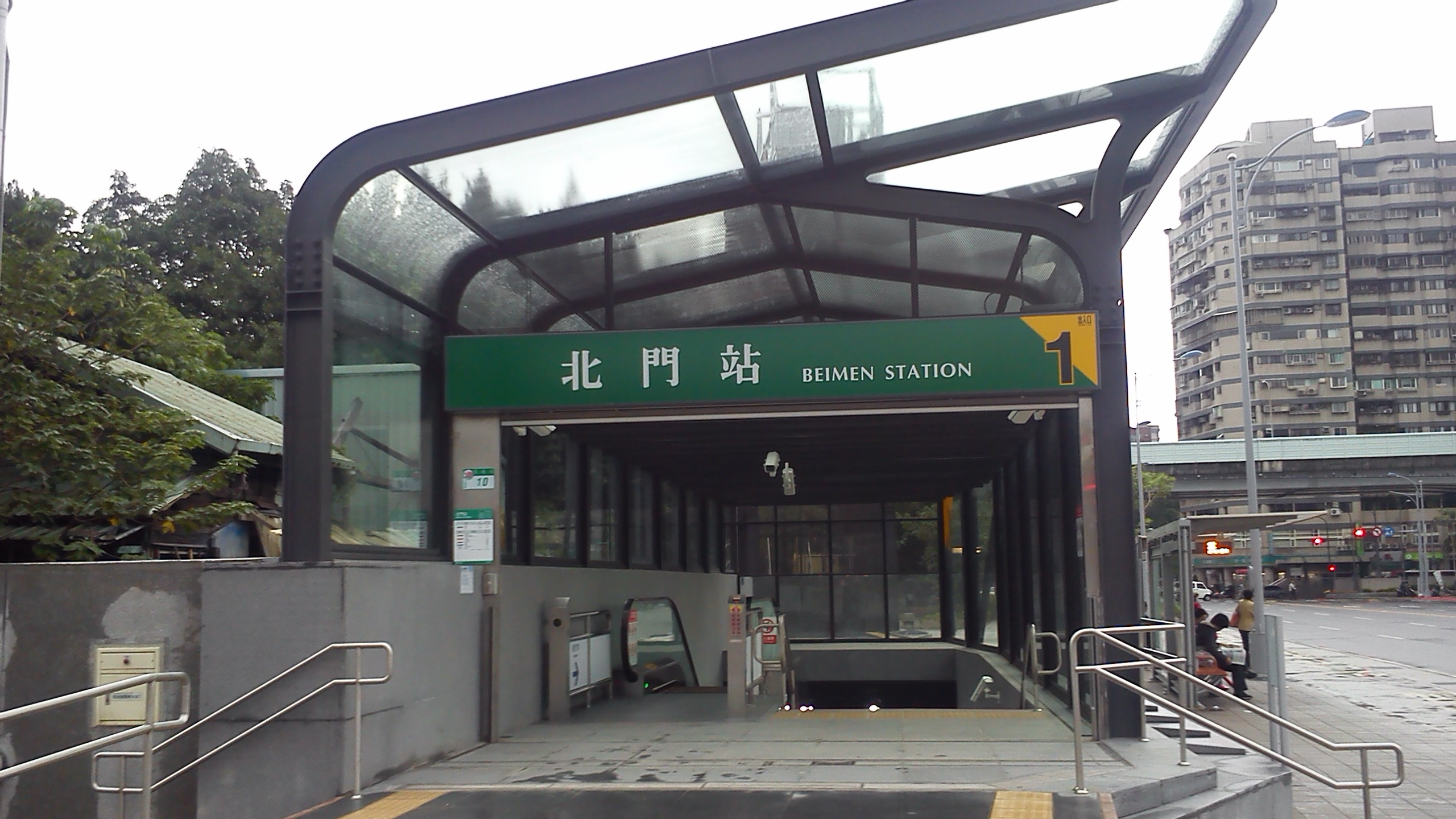
出口1
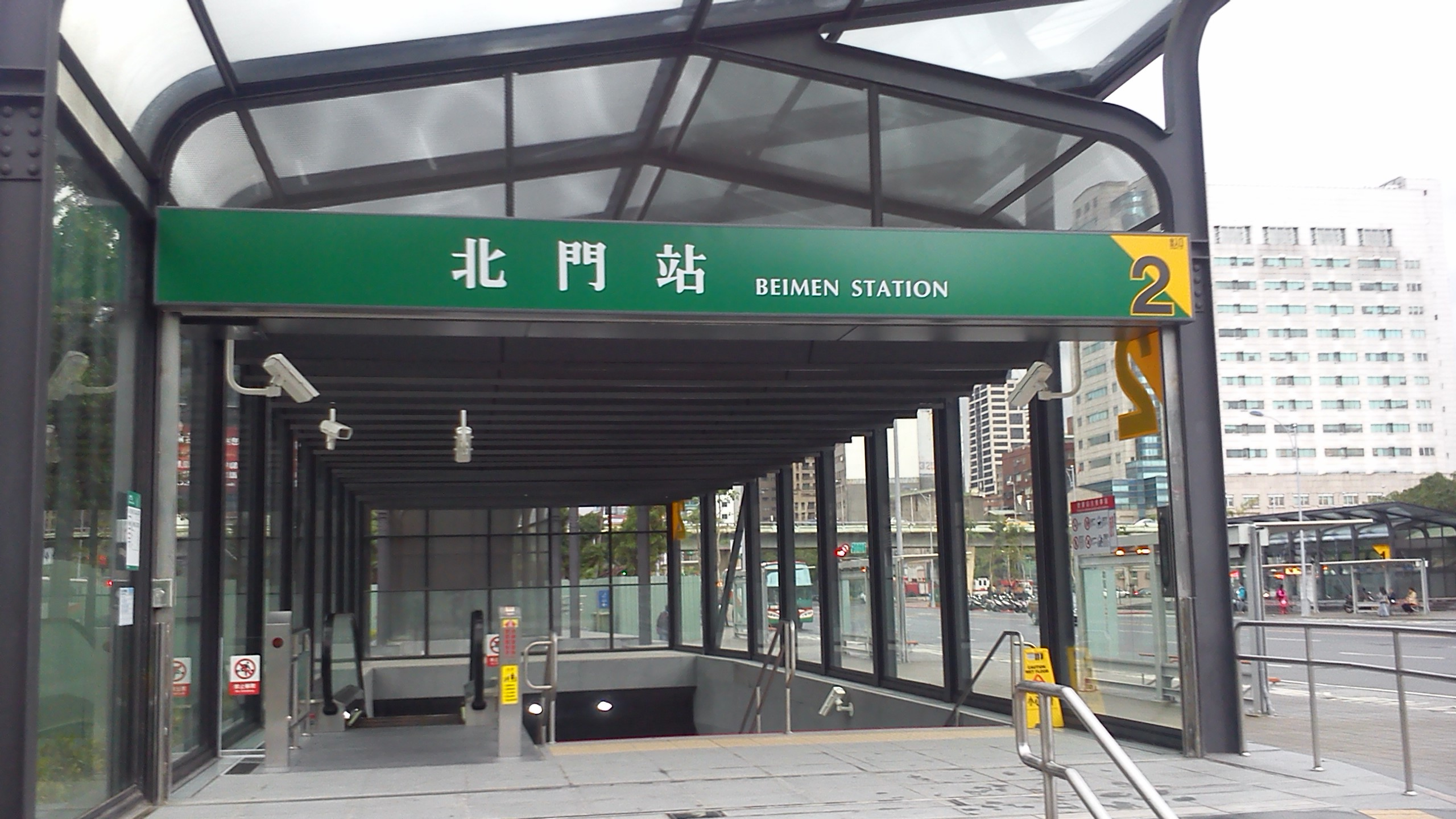
出口2
台北地下街連絡通路からも出入り可能
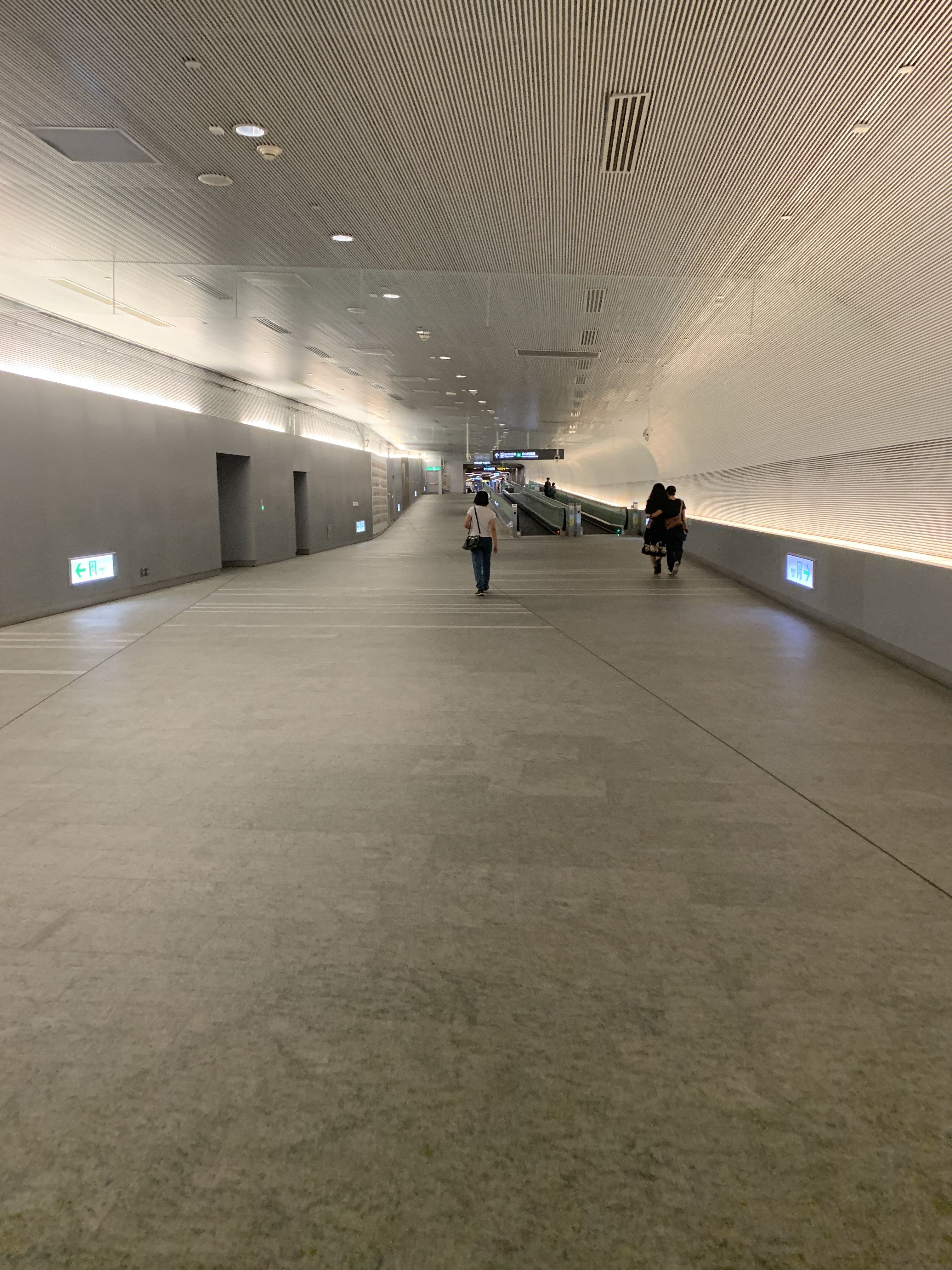
地上出入口を経ずに桃園捷運の駅と専用連絡通路で直結している。

## 利用状況
当駅で接続可能な桃園機場捷運開業の2017年以降は利用客数が大きな伸びをみせている。
| 年   | 年間      | 年間      | 年間      | 年間  | 1日平均 | 1日平均 |
| 年   | 乗車      | 下車      | 乗降計    | 出典  | 乗車    | 乗降計  |
| ---- | --------- | --------- | --------- | ----- | ------- | ------- |
| 2014 | 288,697   | 299,017   | 587,714   | [ 7 ] | 6,142   | 12,504  |
| 2015 | 2,141,669 | 2,173,041 | 4,314,710 | [ 7 ] | 5,868   | 11,821  |
| 2016 | 2,721,554 | 2,772,837 | 5,494,391 | [ 7 ] | 7,436   | 15,011  |
| 2017 | 3,764,133 | 3,663,557 | 7,427,690 | [ 7 ] | 10,312  | 20,349  |
| 2018 | 4,327,789 | 4,246,138 | 8,573,927 | [ 7 ] | 11,857  | 23,490  |
| 2019 | 4,910,743 | 4,860,405 | 9,771,148 | [ 7 ] | 13,454  | 26,770  |
| 2020 | 3,925,474 | 3,999,308 | 7,924,782 | [ 7 ] | 10,725  | 21,652  |
| 2021 | 2,932,638 | 2,953,042 | 5,885,680 | [ 7 ] | 8,035   | 16,125  |

| 年       | 年間    | 年間    | 年間    | 年間   | 1日平均 | 1日平均 |
| 年       | 乗車    | 下車    | 乗降計  | 出典   | 乗車    | 乗降計  |
| -------- | ------- | ------- | ------- | ------ | ------- | ------- |
| 1915年度 | 53,977  | 51,405  | 105,382 | [ 8 ]  | 237     | 462     |
| 1916年度 | 100,710 | 96,492  | 197,202 | [ 9 ]  | 276     | 540     |
| 1917年度 | 104,239 | 100,567 | 204,806 | [ 10 ] | 286     | 561     |
| 1918年度 | 135,890 | 136,723 | 272,613 | [ 11 ] | 372     | 747     |
| 1919年度 | 206,201 | 202,331 | 408,532 | [ 12 ] | 563     | 1,116   |
| 1920年度 | 217,818 | 216,611 | 434,429 | [ 13 ] | 597     | 1,190   |
| 1921年度 | 209,870 | 205,670 | 415,540 | [ 14 ] | 575     | 1,138   |
| 資料なし |         |         |         |        |         |         |

## 駅周辺

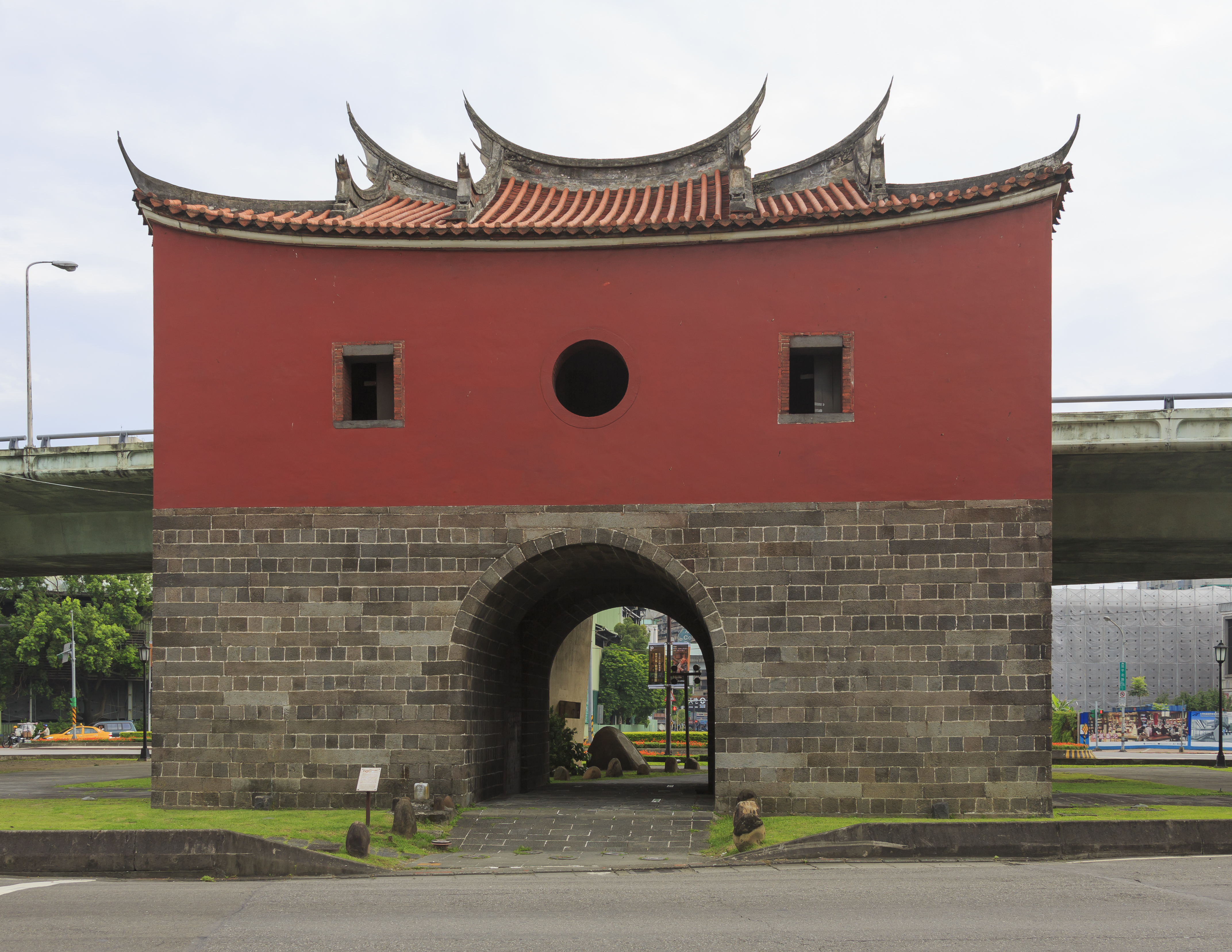
駅名の由来である台北府城北門

当駅は塔城街の下側、忠孝西路と市民大道の一帯にある。駅名は、付近の台北府城北門から採られた。
- 台北府城北門
- 財政部台北国税局（中国語版）
- 台北郵局（中華郵政）
- 国立台湾博物館鉄道部園区（旧台湾総督府交通局庁舎、戦後は台湾鉄路管理局旧庁舎）
- 衛生福利部国民健康署（中国語版）
- 財政部関務署（中国語版）
- 海関博物館
- 台北中小企業銀行総行
- 塔城公園
- 臺北市立忠孝國中（中国語版）
- 台北医院（中国語版）城区分院
- 台北市立総合医院（中国語版）中興院区（中国語版）
- 玉泉公園
- 万華運動中心（中国語版）
- 西寧市場
- 台北市政府警察局（中国語版）万華分局武昌街派出所
- 福星國小（中国語版）
- 迪化街
- 日統客運（中国語版）台北駅（バスターミナル）
- YouBike（台北市公共自転車（中国語版））捷運北門駅(3号出口)
- 撫台街洋楼
- 台北地下街
- 桃園捷運 機場線（桃園機場捷運）台北駅 - 旧台鉄北門駅→国道客運台北総站の跡地に開業している。

## バス路線
| 路線    | 運行事業者         | 区間                      | 備考                                      |
| ------- | ------------------ | ------------------------- | ----------------------------------------- |
| 9       | 大都会客運         | 社子国小 - 万華           |                                           |
| 12      | 大都会客運         | 東園 - 民生社区           |                                           |
| 42      | 指南客運           | 大直 - 北門               |                                           |
| 218     | 大南汽車           | 新北投 - 万華             | 文林北路経由                              |
| 218直   | 大南汽車           | 新北投 - 万華             | 直行承徳路直行。 午後ラッシュ時のみ運行。 |
| 250     | 光華巴士           | 後港里 - 永和             | 休日運休                                  |
| 255     | 首都客運           | 双渓 - 台北駅（台北車站） | 休日運休                                  |
| 260     | 大都会客運         | 陽明山 - 東園             |                                           |
| 302     | 大南汽車           | 関渡宮 - 万華             |                                           |
| 304重慶 | 中興巴士           | 故宮博物院 - 永和         | 重慶北路経由                              |
| 304承德 | 中興巴士           | 故宮博物院 - 永和         | 承徳路直行                                |
| 310     | 台北客運           | 板橋 - 士林               |                                           |
| 622     | 三重客運           | 泰山 - 捷運中山駅         |                                           |
| 639     | 三重客運           | 樹林 - 北門               | 新北市公車所属                            |
| 641     | 三重客運           | 五股坑 - 台北車站         |                                           |
| 660     | 指南客運           | 深坑 - 円環               |                                           |
| 704     | 三重客運           | 八里 - 北門               | 新北市公車所属                            |
| 756     | 指南客運           | 淡江大学 - 北門           |                                           |
| 757     | 指南客運           | 淡海 - 台北               |                                           |
| 785     | 三重客運           | 凌雲寺 - 北門             | 新北市公車所属                            |
| 797     | 指南客運           | 五股 - 市政府             | 新北市公車所属                            |
| 798     | 指南客運           | 五股 - 北門               | 新北市公車所属                            |
| 892     | 指南客運           | 北門 - 石門               | 新北市公車所属                            |
| 893     | 指南客運           | 台北 - 北新荘             | 新北市公車所属                            |
| 956     | 台北客運           | 板橋 - 捷運剣南路駅       |                                           |
| 綠17    | 首都客運           | 東園 - 大稻程碼頭         |                                           |
| 藍29    | 欣欣客運           | 東園 - 中華路北站         | 台北市立総合医院中興院区経由              |
| 1209    | 三重客運           | 公西 - 捷運北門駅         | 公路客運所属                              |
| 9102    | 三重客運、桃園客運 | 台北 - 桃園               | 公路客運所属                              |

## 隣の駅
台北捷運
 松山新店線
中山駅 G14 - 北門駅 G13 - 西門駅 G12
台湾総督府鉄道
淡水線（廃止）
大稲埕駅 - 北門駅 - 台北駅